# Battleship Memorial Park
Le Battleship Memorial Park, aussi appelé Battleship Memorial Park USS Alabama est un parc et un musée d'histoire militaire situé sur la rive ouest de la baie de Mobile à Mobile (Alabama) dans l'État de l'Alabama.
Le parc possède une collection d'avions et de navires-musées remarquables, notamment le cuirassé de classe South Dakota USS Alabama et le sous-marin de classe Gato USS Drum. L'USS Alabama et l'USS Drum sont tous deux classés National Historic Landmark depuis le 14 janvier 1986 et le parc dans son ensemble a été inscrit sur l'Alabama Register of Landmarks and Heritage (registre des monuments et du patrimoine de l'Alabama) avant cette date, le 28 octobre 1977.

## Histoire
En mai 1962, l'USS Alabama a été mis au rebut avec ses navires jumeaux de la classe South Dakota, l'USS South Dakota, l'USS Indiana et l'USS Massachusetts. Les citoyens de l'État de l'Alabama avaient formé la « USS Alabama Battleship Commission » pour collecter des fonds pour la préservation de l'Alabama en tant que mémorial aux hommes et aux femmes qui ont servi pendant la Seconde Guerre mondiale. Les écoliers de l'Alabama ont amassé environ 100.000 $ en nickels et en dimes de l'argent du déjeuner et des allocations pour aider la cause.
Le navire a été attribué à l'État le 16 juin 1964 et a été officiellement remis le 7 juillet 1964 lors de cérémonies à Seattle. L'Alabama a ensuite été remorqué jusqu'à son poste d'amarrage permanent à Mobile, en Alabama, et est arrivé à Mobile Bay le 14 septembre 1964 et a ouvert ses portes en tant que navire-musée le 9 janvier 1965. L'Alabama a été rejoint en 1969 par l'USS Drum, un sous-marin de la classe Gato de la Seconde Guerre mondiale, qui a été amarré derrière lui jusqu'en 2001, date à laquelle le sous-marin a été déplacé sur terre pour être conservé dans une exposition permanente.
En 2003, une réplique d'un sous-marin confédéré construit à Mobile, le CSS H. L. Hunley, a été placée dans le parc.
L'ouragan Katrina a causé plus de 7 millions de dollars de dommages au Battleship Memorial Park le 29 août 2005 lorsqu'il a touché terre. Il a presque complètement détruit le pavillon de l'avion et a donné à l'Alabama une gîte de huit degrés à bâbord de son ancrage permanent. Cela a forcé le parc à fermer temporairement pour des réparations; il a rouvert le 9 janvier 2006.

## Exposition
- Le cuirassé de la Seconde Guerre mondiale USS Alabama (BB-60)[6].
- Le sous-marin de la Seconde Guerre mondiale USS Drum (SS-228)[7].
- Bombardiers et avions de chasse allant d'un B-52 de la guerre du Viêt Nam, d'un P-51 Mustang piloté par les aviateurs des Tuskegee Airmen à un avion espion A-12 Oxcart.
- Un PBR (River Patrol Boat) utilisé pendant la guerre du Vietnam.
- De l'équipement militaire allant d'articles tels qu'un canon antiaérien M51 Skysweeper (en) à un char M4 Sherman.
- Un PGM-11 Redstone (missile balistique à moyenne portée).
- Mémorial de la guerre de Corée.
- Mémorial de la guerre du Vietnam.

## Administration
Le parc appartient à l'État de l'Alabama et est géré par une agence gouvernementale indépendante, l'USS Alabama Battleship Commission. La commission se compose de dix-huit membres nommés par le gouverneur de l'Alabama. Il supervise toutes les opérations du parc.

## Galerie

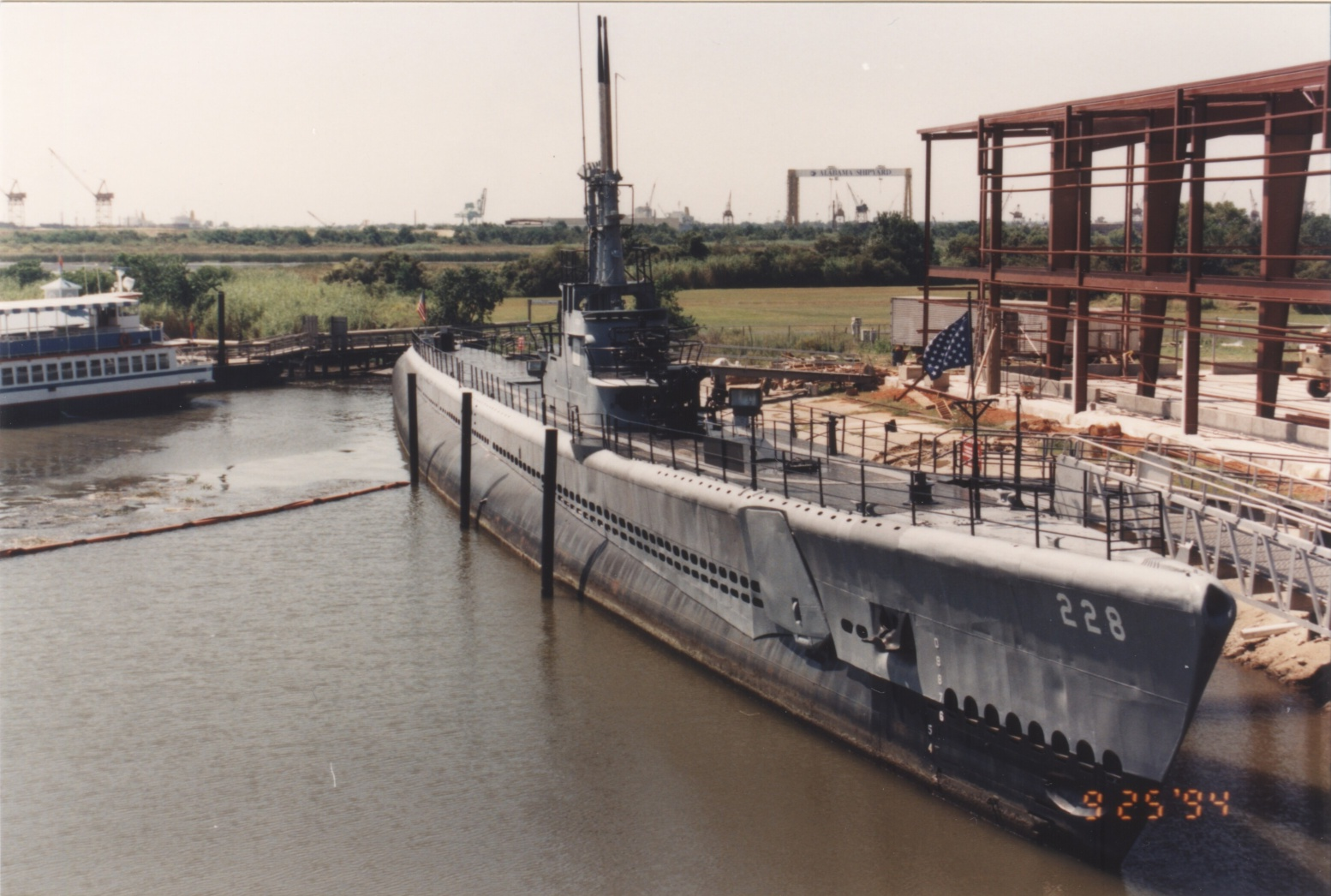
USS Drum en 1994
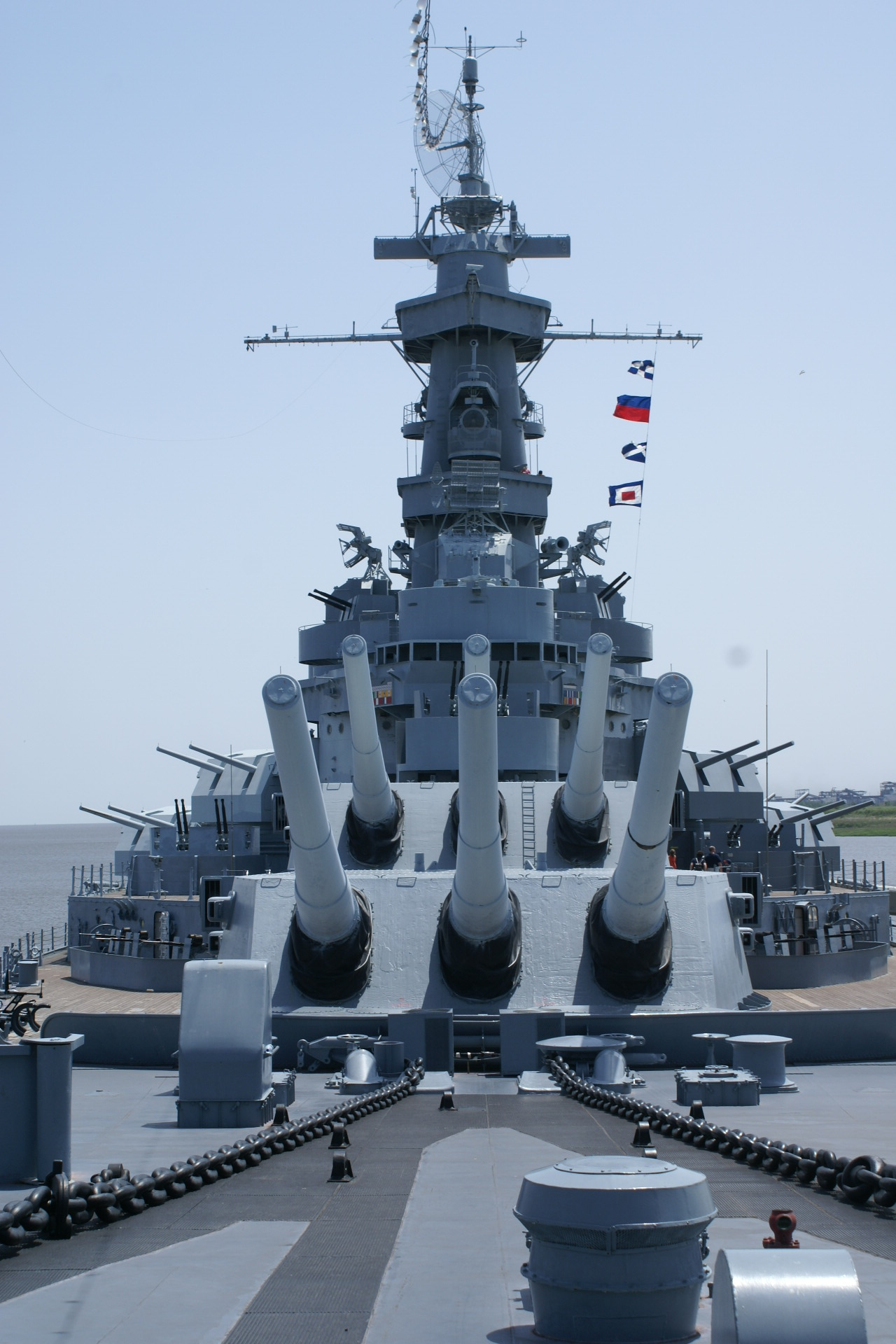
Canons de pont USS Alabama in 2008
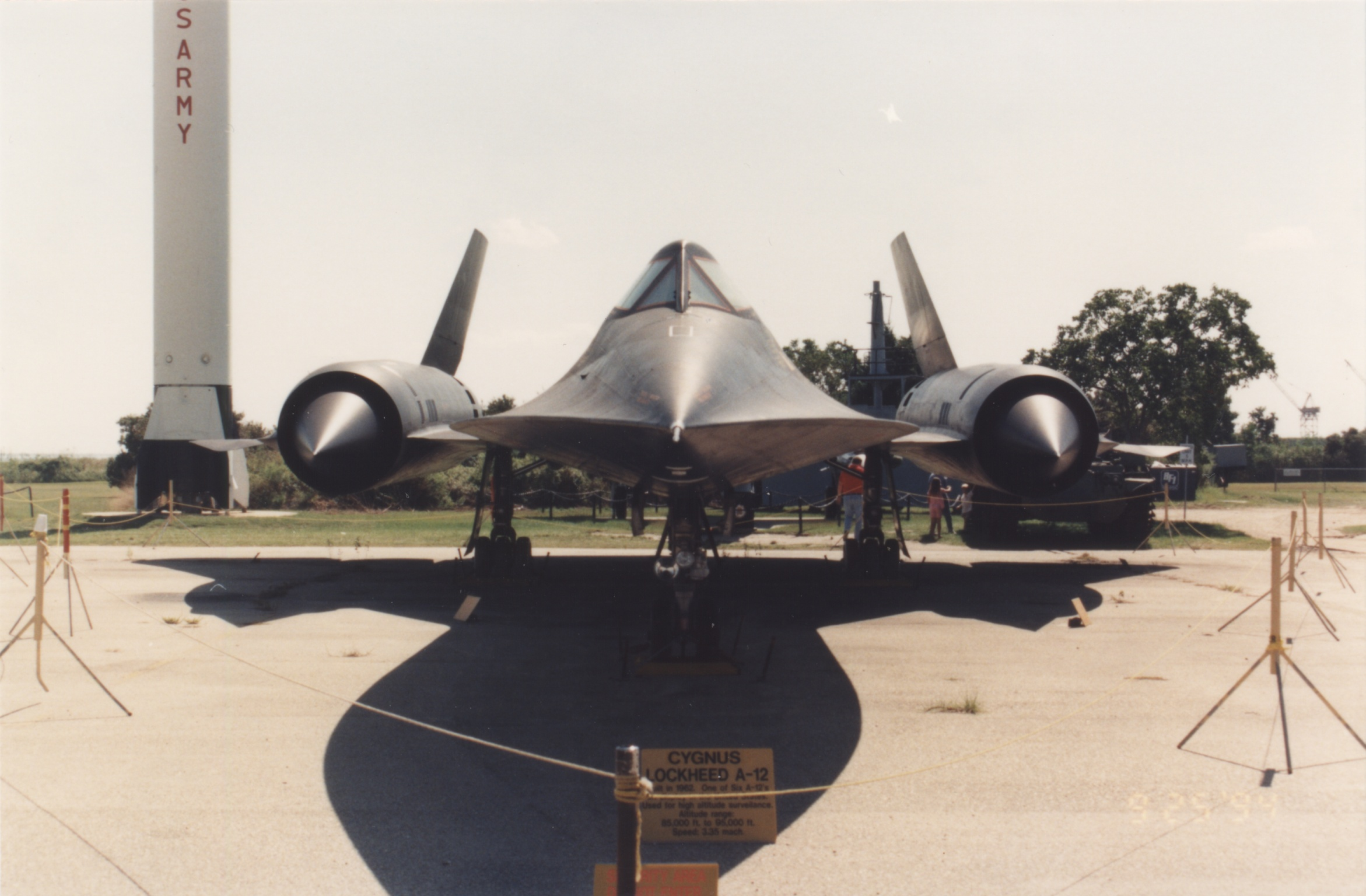
A-12 Oxcart en 1994, avant la construction du pavillon d'aviation
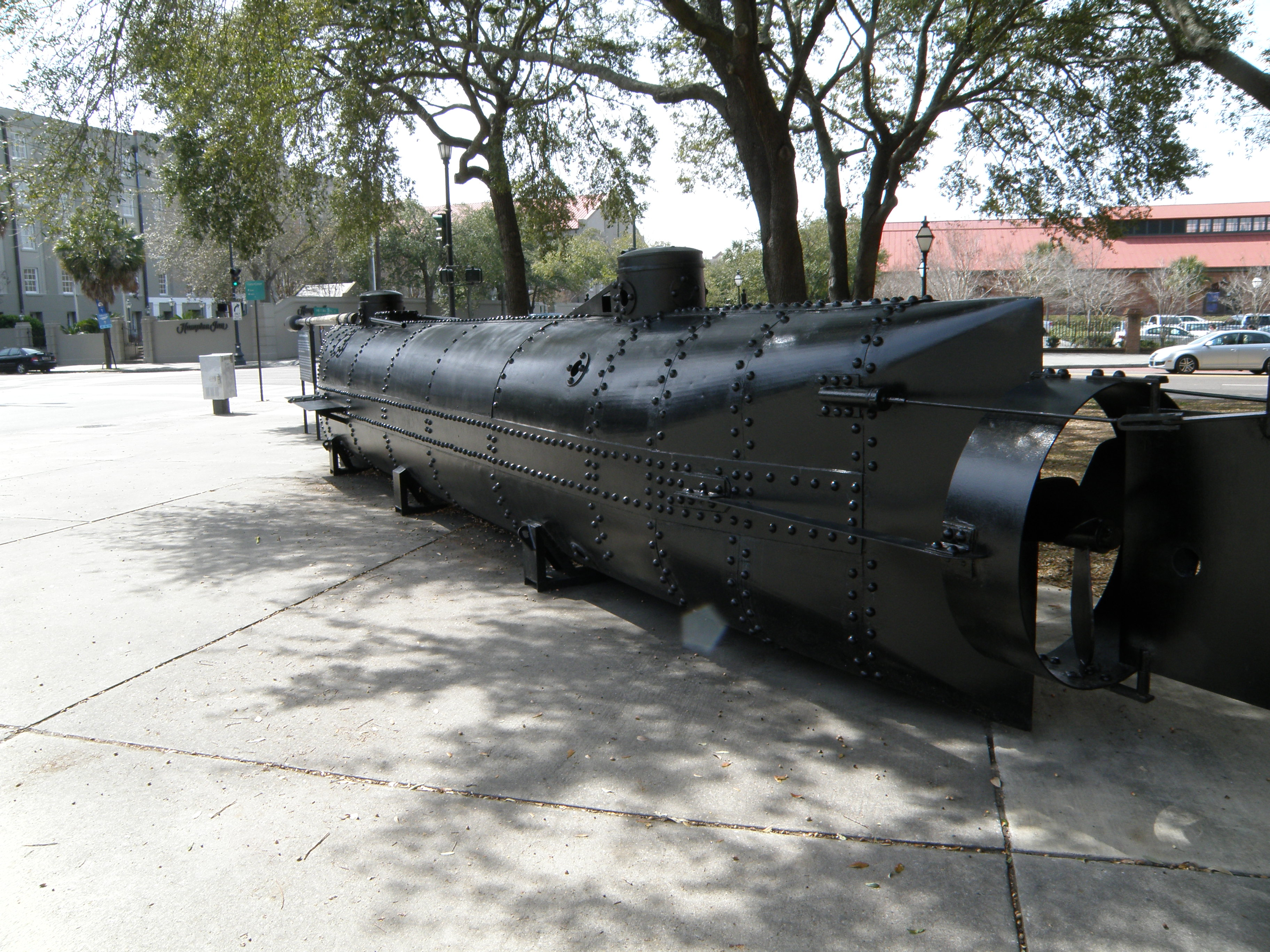
Réplique du CSS L.H. Hunley